# Tramacastilla
Tramacastilla (aragónul Tramacastiella) község Spanyolországban, Teruel tartományban. Tramacastilla Albarracín községgel határos. Lakosainak száma 130 fő (2024).

## Népesség
A település népessége az utóbbi években az alábbiak szerint változott:
| Lakosok száma | 120  | 133  | 129  | 113  | 125  | 120  | 107  | 103  | 117  | 130  |
|               | 2001 | 2004 | 2007 | 2009 | 2012 | 2014 | 2017 | 2019 | 2022 | 2024 |